# Hoạt động xã hội
Hoạt động xã hội là toàn bộ những hành động của các tổ chức, cá nhân thuộc mọi tầng lớp xã hội nhằm đem lại quyền và lợi ích hợp pháp cho xã hội nói chung, con người nói riêng, đảm bảo cho sự phát triển bền vững của xã hội, đem lại cho con người cuộc sống ngày càng hạnh phúc, tươi đẹp hơn.

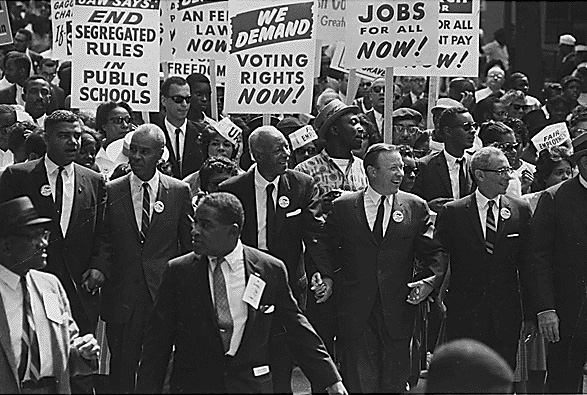
Civil rights các nhà hoạt động về quyền dân sự tại Tuần hành tháng 3 tại Washington vì Tự do và Việc làm, 1963

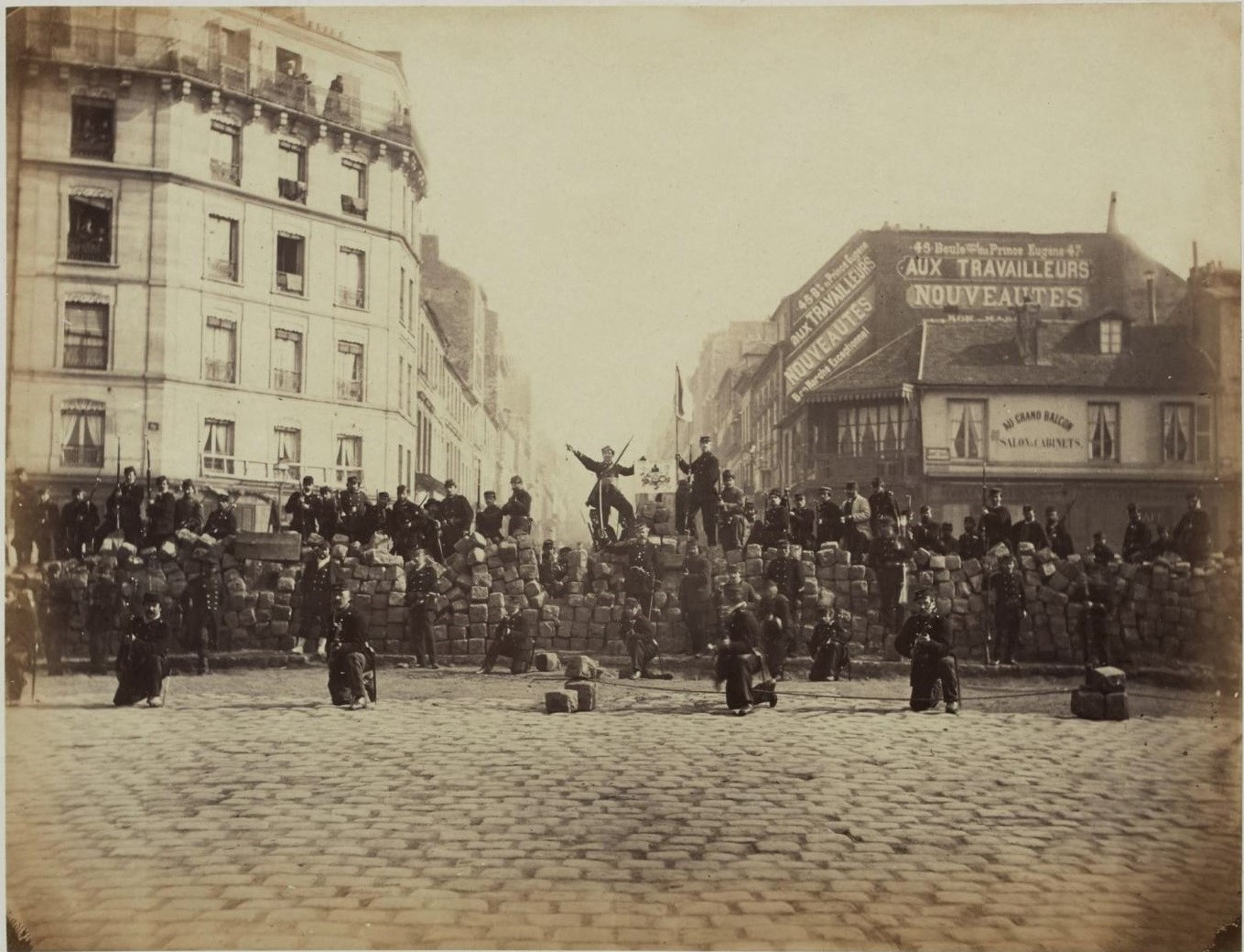
Barricade tại Công xã Paris, 1871

Phong trào vận động xã hội (hay hoạt động xã hội) bao gồm những nỗ lực để thúc đẩy, cản trở hoặc điều khiển các thay đổi về xã hội, chính trị, kinh tế, hoặc môi trường. Phong trào vận động có thể dưới một trong các hình thức như viết thư cho báo chí hoặc chính trị gia, vận động chính trị, các vận động kinh tế như tẩy chay, ưu tiên bảo trợ doanh nghiệp, các cuộc biểu tình, tuần hành đường phố, đình công, biểu tình ngồi, và tuyệt thực.
Các nhà vận động xã hội có thể là các quan chức cộng đồng, như trong các vận động tư pháp. Arthur Schlesinger Jr đưa ra thuật ngữ "vận động tư pháp" tại tạp chí Fortune năm 1947 tháng một bài viết có tiêu đề "Tòa án Tối cao: 1947".
Một số nhà hoạt động xã hội cố gắng thuyết phục mọi người thay đổi hành vi của họ một cách trực tiếp, hơn là để thuyết phục các chính phủ để thay đổi hay không thay đổi luật. Phong trào hợp tác tìm kiếm xây dựng các định chế tổ chức mới phù hợp với nguyên tắc hợp tác, và nói chung không vận động hay phản đối về mặt chính trị.
Ngoài ra cần phân biệt giữa các nhà hoạt động và các phong trào vận động, khi mà nhiều người tham gia vào vận động sẽ không tự coi mình như các nhà hoạt động. Rất quan trọng để nhận thức điều này, vì nếu ta không nhận ra số lượng các phong trào vận động được thực hiện và có nguy cơ coi thay đổi xã hội thông qua vận động là hoạt động như thực hiện bởi nhà hoạt động. Ví dụ, các nhà hoạt động môi trường "gắn kết mình với Trái Đất trên hết", hoặc người biểu tình đường phố thường sẽ bị coi là các nhà hoạt động, trong khi một cộng đồng địa phương đấu tranh để ngăn chặn công viên của họ bị bán hoặc bị chặt hạ cây cối lại không được phân loại như là nhà hoạt động, mặc dù họ sử dụng các phương thức tương tự. Nói tóm lại, các phong trào vận động không phải luôn luôn thực hiện bởi các nhà hoạt động.